# Kosmodrom Si-čchang
Kosmodrom Si-čchang (pinyin: Xichang Weixing Fashe Zhongxin, čínsky 西昌卫星发射中心) je druhá čínská raketová základna, byla vybudována po roce 1975. Od roku 1984 jsou odtud vypouštěny rakety CZ-2, CZ-3 a novější typy. V mezinárodním systému označování kosmodromů má přidělen znak XC (dříve SI).

## Umístění
- Zeměpisná délka: 102° 1' 35.6" v.d.
- Zeměpisná šířka: 28°14' 45.66" s.š.

Základna byla vybudována v nadmořské výšce zhruba 1830 m n. m. v prefektuře Liang-šan. Původně zde stály dvě rampy, v roce 2006 byla zahájena stavba třetí rampy. V tu dobu byl poblíž základny zkušební raketový komplex Sung-lin.

## Pojmenování

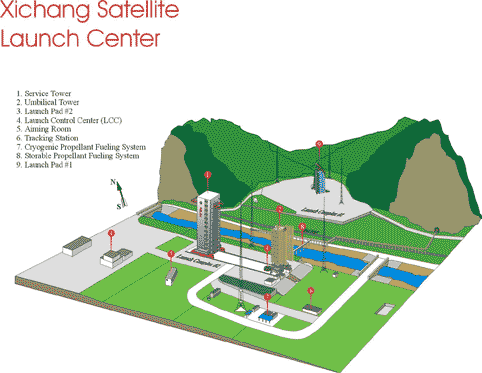
Plánek kosmodromu Si-čchang

Kosmodrom byl pojmenován podle přibližně 64 km vzdáleného města Si-čchang. Oficiální čínský název kosmodromu je v českém přepisu Si-čchang wej-sing fa-še čung-sin, v anglickém Xichang Weixing Fashe Zhongxin. Oficiální anglická verze názvu je Xichang Satellite Launch Center (XSLC).

## Využití
Druhý z čínských kosmodromů sloužil původně k vypouštění družic na geostacionární dráhu pomocí nosných čínských raket typu CZ-2 a CZ-3. První start pro účely kosmonautiky se zde uskutečnil 29. ledna 1984, ovšem provoz byl zahájen již roku 1982[zdroj?].
- Základna byla nabídnuta světu ke komerčnímu vypouštění družic. V únoru 1996 zde došlo k evidované havárii, kdy raketa s družicí Intelsat dopadla do nedaleké vesnice a zabila zde 67 lidí.
- Dne 10. června 1997 odtud startovala raketa Čchang Čeng CZ-3 s meteorologickou družicí Fen Jün 2A (též FY-2A). Oproti předchozí FY-1A byla družice úspěšná.[1]
- 11. ledna 2007 byla vypuštěna raketa, čínská protidružicová zbraň SC-19 ASAT, která po úspěšném zásahu satelitu zanechala na orbitě přes 30 tisíc úlomků kosmického smetí větších než 1 cm.
- Dne 9. dubna 2009 zde startovala raketa CZ-31 s družicí Beidou M2.
- Sondu Čchang-e 3 odtud 1. prosince 2013 úspěšně vynesla k Měsíci nosná raketa Dlouhý pochod 3B.[2]